# Einmal Rupert und zurück
Einmal Rupert und zurück (Originaltitel: Mostly Harmless) ist der fünfte Teil der Reihe Per Anhalter durch die Galaxis von Douglas Adams und erschien 1992. 
Der Band trägt den Untertitel Der fünfte Band der vierbändigen Trilogie, da Douglas Adams angeblich eine Anhalter-Trilogie schreiben wollte und von seinem Verlag „genötigt“ wurde, noch zwei Bände nachzulegen. Der englische Originaltitel bezieht sich auf den Reiseführer-Eintrag über die Erde: Der ursprüngliche Eintrag harmless (ungefährlich) wurde von Ford Prefect grundlegend überarbeitet, von der Redaktion des Reiseführers jedoch vor der Veröffentlichung wieder auf die Worte mostly harmless (überwiegend ungefährlich) gekürzt.

## Inhalt
Tricia McMillan ist Trillian in einem anderen Universum, in dem sie nicht mit Zaphod Beeblebrox die Erde verließ. Sie wird von einer Gruppe grebulonischer Forscher nach Rupert entführt, einem Planeten unseres Sonnensystems, der noch weit außerhalb des Plutos liegt. Da die Grebulonier bei einem Unfall ihr Gedächtnis verloren haben und sich nicht mehr an das Ziel ihrer Mission erinnern können, beschäftigen sie sich am liebsten mit Astrologie; doch da die Deutung der Horoskope nur von der Erde aus funktioniert, bitten sie Trillian um Hilfe.
Inzwischen versucht Ford Prefect gerade seine Spesenabrechnung im Hauptquartier des Anhalters zu deponieren, der aber vor kurzem das Opfer einer Übernahme wurde. Das neue Management hat beschlossen, eine „verbesserte“ Version des Reiseführers herauszubringen. Kurzentschlossen stiehlt Ford den Prototyp und schickt ihn an Arthur Dent.
Arthur Dent lebt nach einem Raumschiffabsturz auf einem technologisch sehr rückständigen Planeten, wo er sich der Vervollkommnung der Kunst des Sandwichmachens widmet. Seine große Liebe Fenchurch verschwand auf eigentümliche Weise bei einer Hyperraumreise. Kurz nach dem Besuch von Trillian, die ihm ihre gemeinsame Tochter Random vorstellt, von der er noch nie etwas gehört hatte, erhält Arthur auch das Paket mit dem neuen Reiseführer.
Random öffnet Fords Paket und verlässt mit Hilfe des neuen „Anhalters“ den Planeten. Da trifft Ford ein, und sie verlassen zusammen den Planeten, um Arthurs Tochter zu suchen. Auf der Suche treffen sie auf Elvis Presley, der Ford sein rosafarbenes Raumschiff verkauft. Schließlich treffen Arthur, Ford, Trillian, Tricia, Random und auch Agrajag auf der Erde im Club Stavro Mueller Beta (siehe dazu: Stavromula Beta) zusammen, wo sich alle Kreise schließen und die Erde endgültig und in allen möglichen Positionen der Zeit- und Wahrscheinlichkeitsachse zerstört wird.

## Abschlussroman
In einem Interview, das in seinem letzten, unvollendeten Krimiroman Lachs im Zweifel abgedruckt ist, spricht Adams davon, dass er einmal ein sechstes Anhalter-Buch schreiben werde; er wolle der Reihe einfach ein optimistischeres Ende geben als in Einmal Rupert und zurück, das vor allem aus persönlichen Gründen zu einem sehr düsteren Buch wurde. Sein früher Tod (2001) verhinderte jedoch die Realisierung. Die BBC-Hörspielfassung des Buches von 2005 (The Hitch-Hiker’s Guide To The Galaxy - Quintessential Phase) enthält einen optimistischeren Schluss in diesem Sinne. Nach Adams Tod erteilte dessen Witwe jedoch dem Autor Eoin Colfer die Genehmigung, einen weiteren Roman der Reihe zu verfassen. Dieser erschien 2009 unter dem Titel Und übrigens noch was ….

## Titel
Der englische Originaltitel Mostly Harmless („größtenteils harmlos“) ist, wie bei den drei vorhergehenden Werken, ein Zitat aus dem ersten Teil der Reihe. Die deutsche Ausgabe bricht mit dieser Tradition; der Titel bezieht sich auf Trillians Reise zum Planeten Rupert.

## Ausgaben
- Erstausgabe: Mostly Harmless. William Heinemann, 1992, ISBN  0-434-00926-1.
- Deutsch: Einmal Rupert und zurück. Übersetzt von Sven Böttcher. Hoffmann und Campe, 1993, ISBN 3-455-00075-4.
- Hörbuch: Einmal Rupert und zurück. Der Hörverlag, München 2015, ISBN 978-3-8445-1106-2.